# Ging József
Ging József, King (Budapest, 1891. november 27. – Pisa, Olaszország, 1984. február 25.) ír származású magyar válogatott labdarúgó, fedezet, edző. 1920-tól Olaszországban élt.

## Pályafutása

### Klubcsapatban
Tizennégy évesen kezdett futballozni a Kőbánya SK ifjúsági csapatában. Két év után a Törekvésbe igazolt. Itt fél év után szerepelt először az első csapatban. 1919-ig a Budapesti Törekvés csapatában játszott, ahol egy-egy bajnoki ezüst- és bronzérmet szerzett. Olaszországba távozása előtt az MTK, majd a Wiener AF játékosa volt.  1920-tól Olaszországban élt. Egy idényt az AC Udinese-ben, négyet a Pisa SC-ben, egyet az US Livorno-ban, egyet az AS Fortitudo Roma-ban, hármat a Modena FC-ben játszott.

### A válogatottban
1916 és 1919 között nyolc alkalommal szerepelt a magyar válogatottban.

### Edzőként
1931-től edzőként dolgozott. Első klubja a Pisa SC volt a harmadosztályban. 1933–34-ben a másodosztályú US Viareggio vezetőedzőjeként tevékenykedett, majd még ebben az idényben az AC Fiorentina edzője lett. 1934 és 1936 között egy-egy idényt dolgozott a harmadosztályú Aquila és AC Carpi együttesénél. 1936-ban visszatért a Pisa SC csapatához, amely ekkor már a másodosztályban szerepelt. Két idény után távozott és az AS Barihoz szerződött. 1940-ben három idényre ismét visszatért a pisai csapathoz. A második világháború után 1950–51-ben a harmadosztályú AC Viareggio edzőjeként tevékenykedett.

## Sikerei, díjai

### Játékosként
- Magyar bajnokság
  - 2.: 1916–17
  - 3.: 1917–18

## Statisztika

### Mérkőzései a válogatottban
| Magyarország | Magyarország      | Magyarország                    | Magyarország | Magyarország | Magyarország | Magyarország | Magyarország | Magyarország |
| #            | Dátum             | Helyszín                        | Hazai        | Eredmény     | Vendég       | Kiírás       | Gólok        | Esemény      |
| ------------ | ----------------- | ------------------------------- | ------------ | ------------ | ------------ | ------------ | ------------ | ------------ |
| 1.           | 1916. május 7.    | Bécs, WAC-Platz                 | Ausztria     | 3 – 1        | Magyarország | barátságos   | -            |              |
| 2.           | 1916. június 4.   | Budapest, Hungária körúti pálya | Magyarország | 2 – 1        | Ausztria     | barátságos   | -            |              |
| 3.           | 1916. október 1.  | Budapest, Üllői úti pálya       | Magyarország | 2 – 3        | Ausztria     | barátságos   | -            |              |
| 4.           | 1918. április 14. | Budapest, Hungária körúti pálya | Magyarország | 2 – 0        | Ausztria     | barátságos   | -            |              |
| 5.           | 1918. május 12.   | Budapest, Hungária körúti pálya | Magyarország | 2 – 1        | Svájc        | barátságos   | -            |              |
| 6.           | 1918. június 2.   | Bécs, WAC-Platz                 | Ausztria     | 0 – 2        | Magyarország | barátságos   | -            |              |
| 7.           | 1918. október 6.  | Bécs, WAC-Platz                 | Ausztria     | 0 – 3        | Magyarország | barátságos   | -            |              |
| 8.           | 1919. április 6.  | Budapest, Üllői úti pálya       | Magyarország | 2 – 1        | Ausztria     | barátságos   | -            |              |
|              | Összesen          |                                 |              | 8            | mérkőzés     |              | 0            | gól          |